# Landschaftspolder

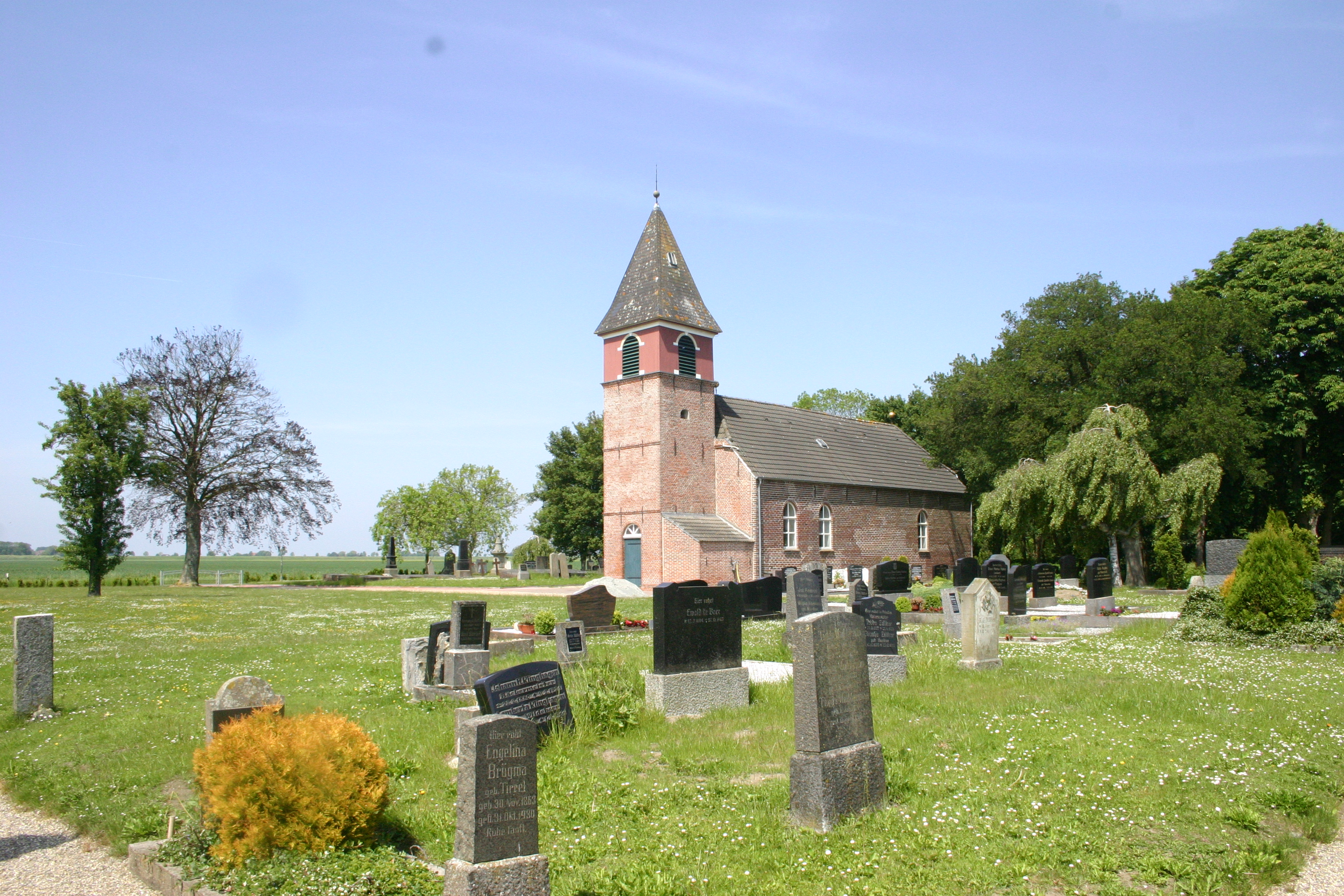
Reformierte Kirche mit Friedhof

Landschaftspolder ist ein Straßendorf im Rheiderland, einem ostfriesischen Landstrich im Nordwesten Deutschlands. Das Westende des Dorfes grenzt direkt an die Niederlande. Politisch gehört es zur Gemeinde Bunde und ist Teil der Ortschaft Dollart. In Landschaftspolder leben rund 130 Einwohner.
Kulturell war Landschaftspolder bis Ende des 19. Jahrhunderts eng mit den Niederlanden verbunden. Ein Teil der ersten Siedler stammte aus dem Oldambt, und es gab auch später viele Heiratsbeziehungen über die Grenze.

## Geografie und Geologie
Landschaftspolder liegt unmittelbar östlich der Niederländischen Grenze. Im Norden grenzt der Ort an den später angelegten Kanalpolder, im Westen an Ditzumerverlaat und im Süden an Bunde, den Hauptort der Gemeinde.
Nächstgelegene Städte sind Leer (15 km Luftlinie), Emden (17 Kilometer Luftlinie) auf deutscher sowie Winschoten (15 km Luftlinie) und Groningen (45 km Luftlinie) auf niederländischer Seite. Das Dorf wurde entlang eines künstlichen Wasserzugs als Reihensiedlung angelegt. Der Ort liegt auf Marschboden, einem sehr ertragsfähigen, mineralischen Boden mit besonders hohem Kalkgehalt, der hier eine Ackerzahl von 90 bis 93 erreicht.

## Entwicklung des Ortsnamens
Landschaftspolder entwickelte sich auf von der See angeschwemmten Neulandgebieten. Sinkstoffe lagerten sich durch den Gezeitenwechsel von See her auf dem Watt ab. Dieses Gebiet wurde zunächst als Wynhamster Außendeich, später dann als Bunder Anwachs bezeichnet. Nach Erreichen einer bestimmten Höhe erfolgte die Eindeichung. Diese dem Meer abgerungenen Gebiete werden im nordöstlichen Ostfriesland als Groden, im westlichen Teil hingegen als Polder bezeichnet. So erhielt das Gebiet zunächst den Namen Neuer Bunder Polder, dann Preußenpolder, Friedrichspolder und schließlich Königspolder. Nach dem Verkauf an die Ostfriesische Landschaft im Jahre 1756 wurde daraus der Name neuer landschaftlicher Polder, dann Preußischer Landschaftspolder, ehe sich die heutige Bezeichnung Landschaftspolder einbürgerte.

## Geschichte

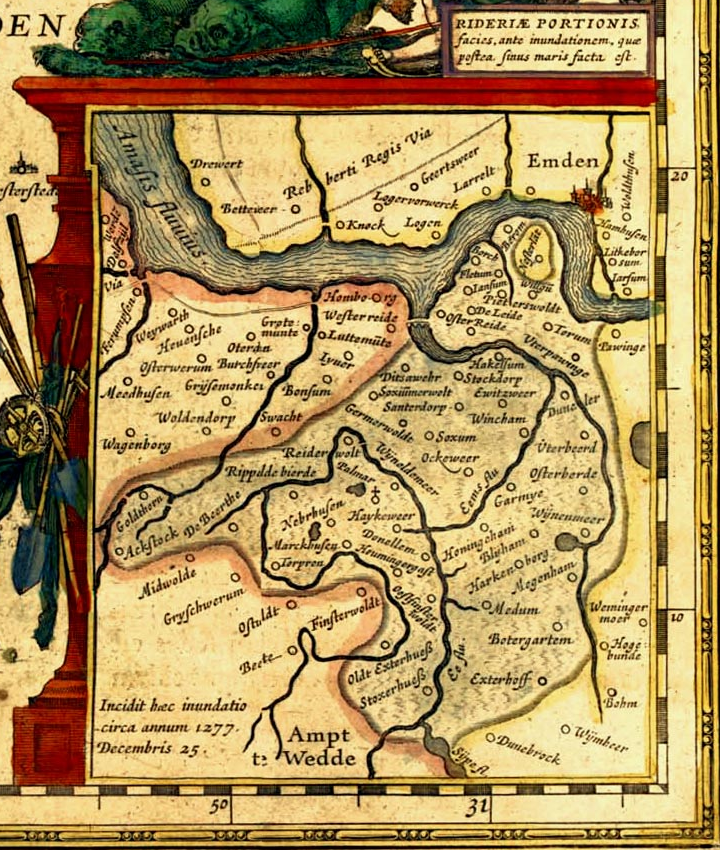
Karte des Rheiderlands um 1277 mit den an den Dollart verlorenen Ortschaften (nach Ubbo Emmius).

Das Gebiet des heutigen Dollarts und der dem Meer wieder abgerungenen Gebiete ist altes Siedlungsland, das noch im späten Mittelalter dicht bewohnt war. Die Bucht ist, ähnlich wie der Jadebusen, das Ergebnis von Meereseinbrüchen im späten Mittelalter, bei denen das Wasser die ursprüngliche Moorlandschaft weitgehend ausräumte. Durch die Entstehung des Dollart und durch Einbrüche des Emsufers sind mindestens 20 Kirchspiele, zehn bis 15 weitere kleinere Dörfer sowie drei Klöster untergegangen. Der östliche Dollartbusen bildete sich in der ersten Hälfte des 15. Jahrhunderts. Bereits 1454 hatte man einen Notdeich vom festen Emsufer quer durch das Moorgebiet bis zur hohen Geest bei Finsterwolde gebaut, der das Oldambt schützen sollte. Der westliche Busen, auf dessen Gebiet Landschaftspolder liegt, ist vermutlich erst ab den 1460er Jahren entstanden. Weite Teile dieses Gebiets waren noch weitgehend vom Meer unberührt, als 1509 die Zweite Cosmas- und Damianflut und dann die Antoniflut 1511 weit ins Innere vordrangen.
Frühester Beweis für die Anwesenheit von Menschen in Landschaftspolder ist eine Geweihaxt. Sie wurde 1992 wurde am Bunder-Interessenten-Deich gefunden und auf die Mittelsteinzeit oder die jüngere Bronzezeit datiert. Funde aus späteren Zeiten bis zur Eindeichung liegen hingegen nicht vor.

Die größte Ausdehnung des Dollarts im 16. Jahrhundert und die Landrückgewinnung durch Einpolderungen bis heute.

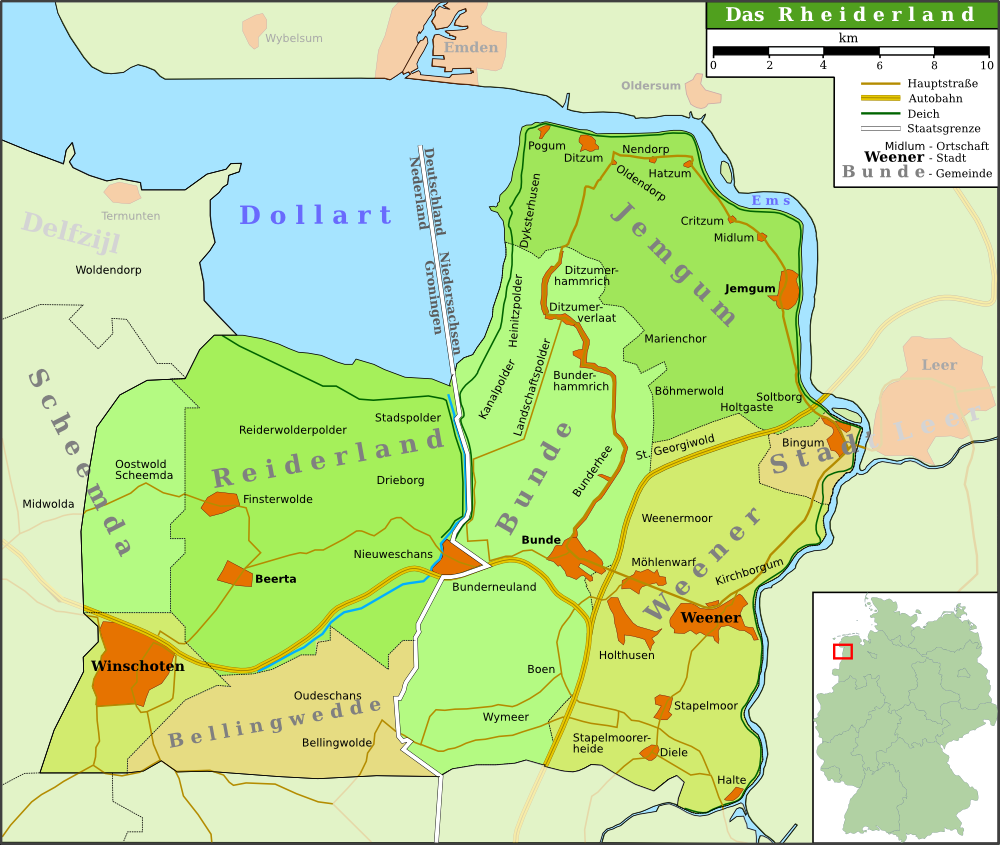
Lage Landschaftspolders im Rheiderland.

Noch unter der Herrschaft des einheimischen Grafen- und Fürstenhauses der Cirksena begann in Bunderneuland um das Jahr 1600 die schrittweise Rückgewinnung von Land im Dollart. Nach dem Machtantritt der Preußen ließen diese weitere Eindeichungen in Ostfriesland planen. Als aussichtsreichstes Gebiet erwies sich der südliche Dollart. Dort hatten sich inzwischen so viele Sedimente abgelagert, dass es möglich erschien, durch einen neuen Deich ein größeres Areal zu gewinnen. Insgesamt wurden für das Projekt Kosten in Höhe von 100.000 Thalern veranschlagt. Es war dies die erste geplante große Landgewinnungsaktion der Preußen in der Region. Diese versprachen sich von den Eindeichungen trotz der damit verbundenen hohen Investitionen wirtschaftlichen Erfolg. Nach seinem Besuch im Jahre 1751 erteilte Friedrich II. dem Projekt die Freigabe.
Das Gebiet war mit einer Fläche von 12,25 km² seinerzeit der größte Polder Ostfrieslands. Eigens für das Projekt wurden schließlich auf Kosten des Königs 2.000 Arbeiter angeworben, die im April 1752  mit der Eindeichung des damals so genannten neuen Bunder Polders begannen und trotz schwieriger Witterung den Deichbau mit nur einem Monat Verzögerung am 1. Dezember abschließen konnten. Die zuvor veranschlagte Summe wurde dabei eingehalten.
Nach Abschluss der Deicharbeiten begann die Besiedelung des Ortes. Dazu wurde in der Mitte des eingedeichten Landes ein sieben Kilometer langer Weg und parallel dazu ein Tief zur Entwässerung angelegt. Das neu entstandene Land wurde in Parzellen eingeteilt, auf denen 24 große Höfe sowie mehrere kleinere Handwerkerhäuser an der südöstlichen Seite des Weges errichtet wurden. Ab 1754 wurden drei der Höfe mit einer Fläche von 205 ha verkauft und der Rest verpachtet. Die ersten Pächter kamen zum großen Teil aus den Niederlanden und waren reformierten Bekenntnisses.
Nachdem Pläne für eine ursprünglich geplante Societät zur Verwertung des neuen Landes gescheitert waren, wurden die verpachteten Höfe und Flächen schließlich 1756 für 240.000 Reichstaler an die Ostfriesische Landschaft verkauft. 1768 wurde auf Betreiben der Bauern nach einer Genehmigung Königs Friedrich dem Großen die reformierte Landschaftspolder Kirche in der Mitte des Ortes erbaut. Das aus Eigenmitteln errichtete Gotteshaus ist das einzige in den ostfriesischen Poldergebieten. 1766 wurde die erste öffentliche Schule eingerichtet.
Nach der Schlacht bei Jena und Auerstedt 1806 wurde Ostfriesland in das Königreich Holland und damit in den französischen Machtbereich eingegliedert. Diese Annexion wurde 1807 von Preußen im Frieden von Tilsit anerkannt. Unter der Herrschaft der Niederlande fand 1807 eine Verwaltungsneugliederung statt. So wurde der Ort zur Commune Landschapspolder, der bis 1815 noch die Gemeinden Heinitzpolder, Bunderhammrich, Böhmerwold und Sankt Georgiwold angegliedert wurden. Nächsthöhere Instanzen waren der Kanton Jemgum im Arrondissement Winschoten des Départements Ems-Occidental (Wester Eems). Nach der Niederlage Napoleons wurden die alten Verwaltungsstrukturen wieder hergestellt und die einzelnen Gemeinden der Commune Landschapspolder wieder selbstständig.
Ab dem Jahre 1833 war es den Siedlern möglich, ihre Erbpachten bei der Ostfriesischen Landschaft in Eigentum umzuwandeln. Gegen Ende des Jahrhunderts wurde in Landschaftspolder über eine Genossenschaft die 1874 die zweite überhaupt in der ostfriesischen Landwirtschaft eingesetzte Dampfmaschine beschafft. 1934 wurde der Ort elektrifiziert, 1963 an die Wasser- und schließlich 1987 an die Gasversorgung angeschlossen. Nach dem Zweiten Weltkrieg wurden im Rahmen einer Gebietskorrektur 80 ha an die Niederlande abgetreten. Im Jahr 1966 wurde die nach dem nahen Meerbusen benannte Samtgemeinde Dollart gegründet, die aus den Ortschaften Ditzumerhammrich, Ditzumerverlaat, Bunderhammrich, Heinitzpolder und Kanalpolder bestand. Landschaftspolder schloss sich im Jahr 1969 der Samtgemeinde an. Im Jahr 1973 verlor diese ihre Selbstständigkeit und wurde in die Samtgemeinde Bunde aufgenommen. Landschaftspolder wurde am 1. Januar 1973 in die neue Gemeinde Dollart eingegliedert. Der Ort gehört seit dem 1. November 2001 zur Einheitsgemeinde Bunde.

## Einwohnerentwicklung

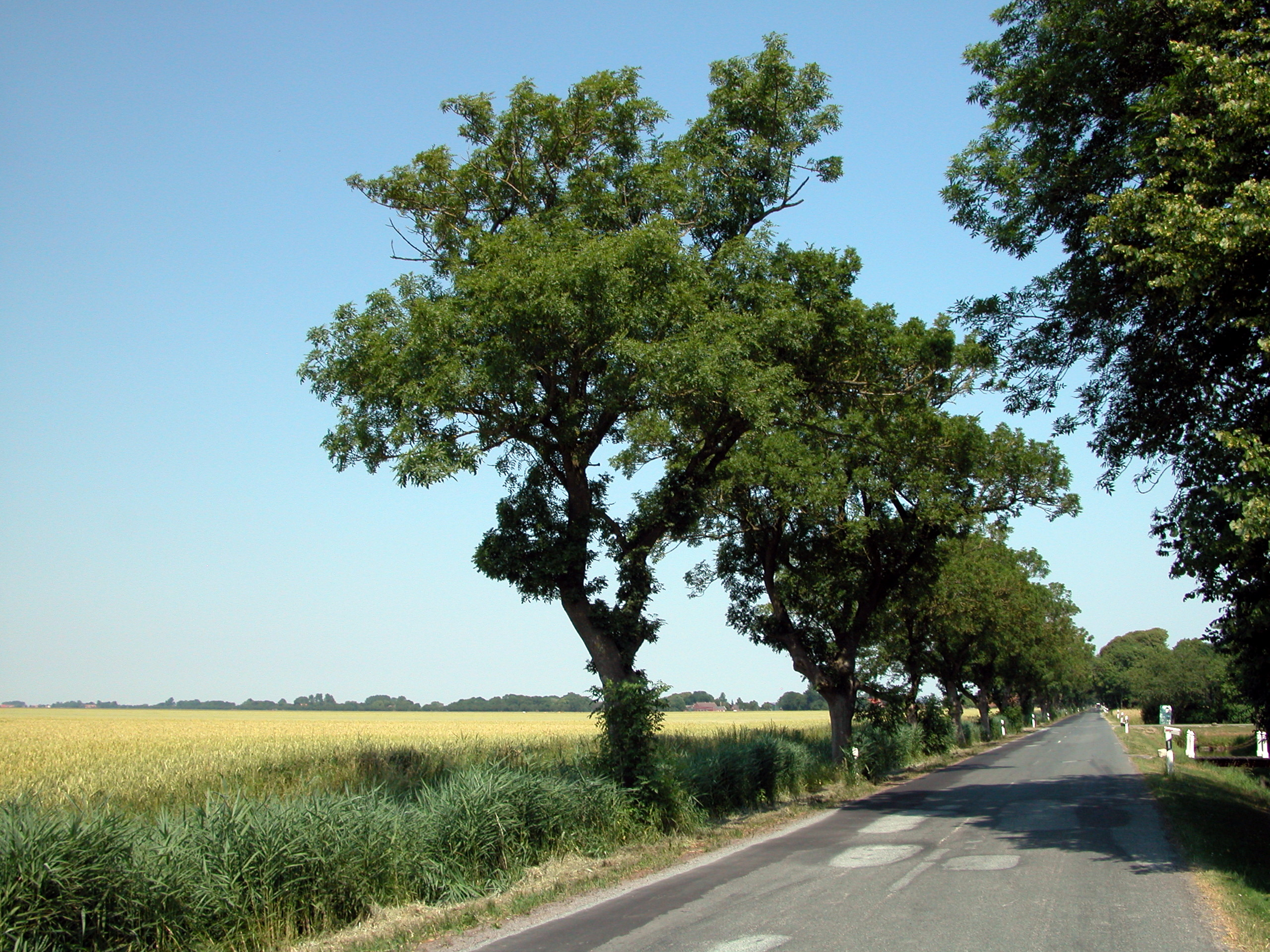
Straße und Felder in Landschaftspolder

Landschaftspolder hat heute rund 130 Einwohner und zählt damit zu den kleinsten Ortschaften in Ostfriesland.
| Jahr | Einwohnerzahl |
| ---- | ------------- |
| 1800 | 484           |
| 1821 | 482           |
| 1848 | 446           |
| 1871 | 455           |
| 1905 | 333           |
| 1925 | 305           |
| 1933 | 280           |

| Jahr | Einwohnerzahl |
| ---- | ------------- |
| 1946 | 491           |
| 1950 | 498           |
| 1961 | 291           |
| 1970 | 205           |
| 2002 | 115           |
| 2005 | 127           |